# Zhou Chao
Zhou Chao (Handan, 12 de enero de 1987) es una deportista china que compitió en judo. Ganó dos medallas de bronce en el Campeonato Asiático de Judo en los años 2015 y 2016.

## Palmarés internacional
| Campeonato Asiático | Campeonato Asiático  | Campeonato Asiático | Campeonato Asiático |
| Año                 | Lugar                | Medalla             | Categoría           |
| ------------------- | -------------------- | ------------------- | ------------------- |
| 2015                | Kuwait (Kuwait)      | Medalla de bronce   | –70 kg              |
| 2016                | Taskent (Uzbekistán) | Medalla de bronce   | –70 kg              |